# Mustergut
Ein Mustergut ist ein Großbetrieb mit gemischter Landwirtschaft, der es als Versuchsbetrieb zur Aufgabe hat, den Landwirten als nachzuahmendes Muster und zu Lehrzwecken zu dienen.

## Beschreibung
Ab dem 18. Jahrhundert wurden im deutschen Raum Mustergüter eingerichtet, mit dem Ziel, die Rückständigkeit der deutschen Landwirtschaft zu beseitigen und den bäuerlichen Betrieben Ertragssteigerungen zu ermöglichen. Die Bewegung ging um 1785 von Caspar Voght aus, der in Flottbek vor den Toren Hamburgs sein Mustergut errichtete.
Ein weiterer Reformschub, zunächst in Bayern, später in Baden-Württemberg, entwickelte sich ab 1818 angesichts der Agrarkrise aufgrund von Missernten durch das so genannte „Jahr ohne Sommer“ und der wegen verfehlter staatlicher Politik entstandenen Hungersnot als die Regierungen Maßnahmen zur Förderung der Landwirtschaft ergriffen und Organisationsreformen im landwirtschaftlichen Bereich vornahmen. Der Einrichtung weiterer Mustergüter, unter anderem nach dem Vorbild des im bayerischen Weihenstephan 1803 gegründeten Guts, folgte die Gründung von Landwirtschaftlichen Vereinen, die Theorie und Praxis vereinen und den Bauern vermitteln sollten. Dadurch wirkte sich die Hungersnot von 1816/17 in Bayern weniger gravierend als in Baden-Württemberg aus, wo die Intensivierung der Landwirtschaftspolitik zeitversetzt erst Jahre später in Angriff genommen wurde.
Im Weinbau werden staatlich betriebene Mustergüter Domäne oder Weinbaudomäne genannt. Ihre Tradition ist älter als die der gemischten Landwirtschaft.

## Bekannte Mustergüter
- Mustergut Flottbek, von Caspar Voght 1785 gegründet.
- Mustergut Weihenstephan, gegründet 1803, aus dem die Fachhochschule für Gartenbau und Agrarwirtschaft hervorging.
- Rittergut Weißensee, 1821 von Johann Heinrich Leberecht Pistorius in ein Mustergut umgewandelt.
- Gut Groß Behnitz im Havelland, Ende des 19. Jahrhunderts von August Borsig als agrarischer Musterbetrieb aufgebaut.
- Gut Klausheide, 1910 von dem deutschen Industriellenehepaar Bertha und Gustav Krupp gegründet.
- Gut Hornegg, 1875 vom deutschen Eisenbahnpionier Daniel von Lapp (1836–1910) erworben und zu einem Mustergut ausgebaut. Seit 1964 als Musterbetrieb in der Fischzucht geführt.